# Nahr-e Homeyseh
Nahr-e Homeyseh (em persa: نهرحميسه, também romanizada como Nahr-e Ḩomeyseh; também conhecida como Ḩomeyseh e Rūstā-ye Ḩomeyseh) é uma aldeia do distrito rural de Nasar, no condado de Abadan, na província de Khuzistão, Irã.
Segundo o censo de 2006, sua população era de 176 habitantes, em 39 famílias.